# انریکو کازاروزا
انریکو کازاروزا (ایتالیایی: Enrico Casarosa؛ زادهٔ ۲۰ نوامبر ۱۹۷۱) کارگردان فیلم، و فیلم‌نامه‌نویس اهل ایتالیا است.

## فیلم‌شناسی

### فیلم‌های بلند
| سال  | عنوان              | کارگردان فیلم | فیلم‌نامه‌نویس | ناظر داستان | هنرمند استوری‌برد    | موارد دیگر | یادداشت‌ها                   |
| ---- | ------------------ | ------------- | ------------ | ----------- | ------------------- | ---------- | --------------------------- |
| ۲۰۰۲ | عصر یخبندان        | نه            | نه           | نه          | آری                 | نه         |                             |
| ۲۰۰۶ | ماشین‌ها            | نه            | نه           | نه          | در عنوان‌بندی نیامده | نه         | هنرمند کمکی استوری‌برد       |
| ۲۰۰۷ | راتاتویی           | نه            | نه           | نه          | آری                 | نه         |                             |
| ۲۰۰۹ | بالا               | نه            | نه           | نه          | آری                 | نه         |                             |
| ۲۰۱۱ | ماشین‌ها ۲          | نه            | نه           | نه          | آری                 | نه         |                             |
| ۲۰۱۵ | دایناسور خوب       | نه            | نه           | اضافی       | نه                  | نه         | ناظر کمکی داستان            |
| ۲۰۱۷ | کوکو               | نه            | نه           | نه          | آری                 | آری        | هنرمند ارشد تیم نوآوری هنری |
| ۲۰۱۸ | شگفت‌انگیزان ۲      | نه            | نه           | نه          | نه                  | آری        | هنرمند ارشد تیم نوآوری هنری |
| ۲۰۱۹ | داستان اسباب‌بازی ۴ | نه            | نه           | نه          | نه                  | آری        | هنرمند ارشد تیم نوآوری هنری |
| ۲۰۲۰ | به پیش             | نه            | نه           | نه          | نه                  | آری        | هنرمند ارشد تیم نوآوری هنری |
| ۲۰۲۰ | روح                | نه            | نه           | نه          | نه                  | آری        | هنرمند ارشد تیم نوآوری هنری |
| ۲۰۲۱ | لوکا               | آری           | ن/م          | نه          | نه                  | آری        | هنرمند ارشد تیم نوآوری هنری |
| ۲۰۲۲ | قرمز شدن           | نه            | نه           | نه          | نه                  | آری        | هنرمند ارشد تیم نوآوری هنری |
| ۲۰۲۲ | لایت‌یر             | نه            | نه           | نه          | نه                  | آری        | هنرمند ارشد تیم نوآوری هنری |

#### فیلم‌های کوتاه
| سال  | عنوان | کارگردان | فیلم‌نامه‌نویس | هنرمند استوری‌برد |
| ---- | ----- | -------- | ------------ | ---------------- |
| ۲۰۱۱ | ماه   | آری      | آری          | نه               |
| ۲۰۱۶ | پایپر | نه       | نه           | آری              |